# Duangjai Hiransri
 (janvier 2020).
Si vous disposez d'ouvrages ou d'articles de référence ou si vous connaissez des sites web de qualité traitant du thème abordé ici, merci de compléter l'article en donnant les références utiles à sa vérifiabilité et en les liant à la section « Notes et références ».
Duangjai Hirunsri (ดวงใจ หิรัญศรี), surnommée Phiao (เพียว), née le 1er janvier 1980 à Bangkok, est une actrice thaïlandaise.

## Filmographie

### Cinéma
- 2000 : Mysterious Object at Noon[2]
- 2000 : Bang Rajan
- 2002 : Blissfully Yours[3]
- 2014 : Patong Girl (สาวป่าตอง)
- 2014 : The Last Executioner (เพชฌฆาต)
- 2015 : The Blue Hour (อนธการ / Onthakan)[4]
- 2016 : Take Me Home (สุขสันต์วันกลับบ้าน)

### Télévision
- 2007 : Ma fille est innocente (Téléfilm français)
- 2012 : 30° en février (saison 1) (série télé suédoise)
- 2016 : 30 grader i februari (saison 2) (série télé suédoise)[5]
- 2019 : พรุ่งนี้จะไม่มีแม่แล้ว (série télé thaïlandaise en 10 épisodes)
- 2019 : Sleepless Society: Insomnia (série télévisée thaïlandaise)